# Claude François Cuny
Pour les articles homonymes, voir Cuny.
Claude François Cuny, né le 11 août 1751 à Baulay (Haute-Saône), mort le 26 août 1827 à Montigny (Moselle), est un militaire français de la Révolution et de l’Empire.

## États de service
Il entre en service le 5 décembre 1769, comme canonnier au régiment d’artillerie d’Auxonne, et il devient sergent le 11 janvier 1779. De 1780 à 1783, il fait les guerres en Amérique, et il passe sergent-major le 3 février 1783.
Il est nommé adjudant sous-officier le 1er avril 1791, lieutenant en premier le 18 mai 1792, et capitaine en second le 1er juin suivant. Le 15 avril 1793, il reçoit son brevet de capitaine en premier dans la 26e compagnie à cheval, et celui de chef de bataillon le 13 décembre 1793, au 1er régiment d’artillerie à pied. Il participe aux campagnes de 1792 et 1793, aux armées de la Moselle et des Pyrénées orientales. 
Le 17 janvier 1797, il suit le général Aubert du Bayet dans son ambassade à Constantinople, et revient en France en fin d’année 1797. Affecté à l’armée de Mayence,  il est chargé le 22 mars 1800, de l’inspection général de l’armée du Danube. De retour au 1er régiment d’artillerie le 10 décembre 1800, il fait partie en décembre 1801, de l’expédition de Saint-Domingue. Il est nommé major le 23 mai 1803, au 3e régiment d’artillerie à pied, et il est fait chevalier de la Légion d’honneur le 25 mars 1804.
Il est promu colonel le 10 juillet 1806, et il prend le poste de directeur d’artillerie à l’île d'Elbe le 11 août suivant. Il est admis à la retraite le 18 août 1808.
Il meurt le 26 août 1827, à Montigny-lès-Metz.

## Famille
- Frère du colonel d’artillerie Jean Baptiste Cuny (1749-1826).

## Sources
- A. Lievyns, Jean Maurice Verdot, Pierre Bégat, Fastes de la Légion-d'honneur, biographie de tous les décorés accompagnée de l'histoire législative et réglementaire de l'ordre, Tome 4, Bureau de l’administration, 1844, 640 p. (lire en ligne), p. 320.
- « Légion d'honneur », base Léonore, ministère français de la Culture
- Vicomte Révérend, Armorial du premier empire, tome 1, Honoré Champion, libraire, Paris, 1897, p. 264.
- Léon Hennet, Etat militaire de France pour l’année 1793, Siège de la société, Paris, 1903, p. 129.
- Carnet de la sabretache: revue d'histoire militaire rétrospective, Volumes 1 à 10, Berger-Levrault et cie, Paris, 1906, p. 70.